# Jarrai
Jarrai ('continuar', en euskera) fue una organización juvenil de la izquierda abertzale establecida en el País Vasco y Navarra. Se fundó el 6 de mayo de 1979, definiéndose como organización juvenil autónoma, abertzale y socialista. En 2007 fue declarada ilegal en España por su vinculación a ETA.
Creada en origen como la organización juvenil de la Koordinadora Abertzale Sozialista (KAS), su primera denominación fue precisamente Juventudes KAS. Tuvo como precedentes a las organizaciones juveniles abertzales Euskadiko Gaztedi Abertzaleen Mugimendua (EGAM) en 1976 y Gazteria Abertzale Iraultzailea (GAI) en 1977. En el año 2000 se fusionó con la organización Gazteriak del País Vasco francés, formando Haika.

## Ideología
Tras su constitución en 1979, Jarrai se convirtió en una de las principales referencias a la hora de hablar de movimiento juvenil vasco. Su trayectoria se inscribía dentro del proceso de «construcción nacional» para Euskal Herria, con los objetivos de la independencia y el socialismo, y la reivindicación de derechos colectivos como la autodeterminación, la integridad territorial y el euskera. Respecto a los problemas concretos de la juventud, Jarrai reivindicaba el derecho a una vivienda y un trabajo dignos, a estudiar en euskera y a que las opiniones de los jóvenes tuvieran trascendencia social, entre otras cuestiones.

## Ilegalización
El Tribunal Supremo la declaró «organización terrorista» vinculada a Euskadi Ta Askatasuna (ETA) el 19 de enero de 2007. La sentencia del alto tribunal se dictó corrigiendo la sentencia de la Audiencia Nacional de junio de 2005 que había considerado a la organización y sus miembros como «asociación ilícita». La calificación de "terrorista" a esta organización daba continuidad a la ilegalización de todas las organizaciones que, perteneciendo a la denominada izquierda abertzale, no rechazan el uso de la violencia de ETA, al ser declaradas por parte de la justicia como parte del "entorno de ETA".
La decisión del Tribunal Supremo fue duramente criticada por amplios sectores de la izquierda abertzale debido a que consideran que: 
- No se ha podido demostrar la relación directa entre ETA y Jarrai, al igual que tampoco se ha demostrado que Jarrai controle la denominada kale borroka (lucha callejera). Sin embargo el Tribunal Supremo consideró que las pruebas eran suficientes para dictar su resolución.

- Jarrai no puede ser una "banda armada" sin armas. Si bien el Tribunal Supremo argumentó que los miembros de Jarrai habían utilizado artefactos caseros, como cócteles molotov y cohetes con punta metálica.[1][2]

El 4 de febrero de 2007 se entregaron a la Ertzaintza 18 de los 19 miembros de Jarrai, Haika y Segi que estaban prófugos de la justicia desde la declaración del Tribunal Supremo, después de un acto celebrado en el Frontón de la Esperanza de Bilbao.